# 巴勒莫省
巴勒莫省（義大利語：Provincia di Palermo），是意大利西西里自治大区的一个省，省会是巴勒莫。2015年8月4日，巴勒莫省被巴勒莫廣域市所取代。